# Laning
Laning é uma comuna francesa na região administrativa de Grande Leste, no departamento de Moselle. Estende-se por uma área de 6,71 km². Em 2010 a comuna tinha 631 habitantes (densidade: 94 hab./km²).